# Diocesi di Vazari-Didda
La diocesi di Vazari-Didda (in latino Dioecesis Vazaritana Diddensis) è una sede soppressa e sede titolare della Chiesa cattolica.

## Storia
Vazari-Didda, forse identificabile con Henchir-Badajr nell'odierna Tunisia, è un'antica sede episcopale della provincia romana dell'Africa Proconsolare, suffraganea dell'arcidiocesi di Cartagine.
Tra i vescovi presenti alla conferenza di Cartagine del 411, che vide riuniti assieme i vescovi cattolici e donatisti dell'Africa, partecipò Publianus episcopus plebis Bazarididacensis, il quale dichiarò di non avere competitori donatisti nella sua diocesi. Incerte sono l'identificazione di questa sede e la sua collocazione geografica. Mesnage scompone il nome in Vazari e Dida, ipotesi qualificata come azzardata da Audollent.
Dal 1933 Vazari-Didda è annoverata tra le sedi vescovili titolari della Chiesa cattolica; dal 2 febbraio 2018 il vescovo titolare è Engelberto Polino Sánchez, vescovo ausiliare di Guadalajara.

## Cronotassi

### Vescovi
- Publiano † (menzionato nel 411)

### Vescovi titolari
- Lawrence Leo Graner, C.S.C. † (23 novembre 1967 - 23 gennaio 1971 dimesso)
- Gilberto Valbuena Sánchez † (9 dicembre 1972 - 21 marzo 1988 nominato vescovo di La Paz nella Bassa California del Sud)
- Jose Serofia Palma (28 novembre 1997 - 13 gennaio 1999 nominato vescovo di Calbayog)
- José Colin Mendoza Bagaforo (2 febbraio 2006 - 23 luglio 2016 nominato vescovo di Kidapawan)
- Engelberto Polino Sánchez, dal 2 febbraio 2018